# Gmina Donji Andrijevci
Gmina Donji Andrijevci (chorw. Općina Donji Andrijevci) – gmina w Chorwacji, w żupanii brodzko-posawskiej.

## Miejscowości i liczba mieszkańców (2011)
- Donji Andrijevci – 2496
- Novo Topolje – 155
- Sredanci – 322
- Staro Topolje – 736